# 양규
양규(楊規, 미상~1011년 3월 5일(음력 1월 28일))는 고려의 문관이다. 제2차 고려-거란 전쟁 때 도순검사(都巡檢使)로서 활약하여 삼한후벽상공신(三韓後壁上功臣)으로 추봉되었다.

## 생애
양규는 역사서에서 출신과 생년 정보가 확인되지 않으며 1010년부터 행적이 확인된다. 그는 목종 때 여러 차례 승진해 형부낭중(刑部郎中)이 되었다.
1010년(현종 원년) 제2차 고려-거란 전쟁 당시 양규는 정성, 이수화, 장호와 함께 흥화진(興化鎭, 현재의 평안북도 의주군)을 지켰으며 거란이 수차례 항복을 권유했으나 이에 응하지 않았다. 이에 거란은 통주(通州, 현재의 평안북도 동림군 고군영리)를 공격하여 총사령관 강조가 이끄는 고려군을 격파했으며 다시 양규에게 항복을 권하는 서신을 강조가 쓴 것처럼 꾸며 흥화진에 보냈으나 "나는 왕명을 받고 왔으니 강조의 명령은 받지 않겠다."하며 지켰다.
양규는 흥화진에서 군사 7백여 명을 이끌고 통주까지 와 군사 1천여 명을 수습했으며, 밤중에 곽주(郭州, 현재의 평안북도 곽산군)로 잠입하여 잔류한 거란 병사들을 급습하여 모조리 죽인 후 성 안에 있던 남녀 7천여 명을 통주로 옮겼다. 하지만 수도가 거란에게 함락되고 현종이 나주까지 피난을 갔다.
1011년(현종 2년) 봄 거란군이 철수하게 되자 귀주(龜州, 현재의 평안북도 구성시) 방면에서 돌아가는 거란군을 지키고 있다가 무로대(無老代)에서 귀주별장(龜州別將) 김숙흥과 함께 거란군을 기습해 2,000명을 죽이고 포로가 되었던 남녀 2,000여명을 구출했다. 다시 이수(梨樹)에서 석령(石嶺)까지 추격하여 거란군 2500명을 베고 포로 1000명을 구출하였다.
이후 여리참(余里站)에서는 거란군 1,000명을 죽이고 포로가 된 1,000명을 구출했고 다시 거란의 선봉과 애전(艾田)에서 교전하여 1,000여명을 베었다. 그리하여 고군에서 순월 사이에 7차례나 거란군을 기습해 적 6500명을 죽이고 포로가 된 백성 3만 명을 구출했으며 헤아릴 수 없는 전리품을 노획했다. 하지만 군사와 화살이 다 떨어져 김숙흥과 함께 거란 성종이 이끄는 주력 부대에 항전하다가 함께 전사했다.

## 상훈
거란 전쟁의 전공으로 공부상서(工部尙書)에 추증되고, 부인 은율군군(殷栗郡君) 홍씨(洪氏)에게는 교서와 함께 양곡 100석이 하사되었으며, 아들 양대춘(楊帶春)은 교서랑(校書郎)이 제수되었다. 1019년(현종 10)에 공신녹권(功臣錄券)이 내려지고, 1024년에 삼한후벽상공신(三韓後壁上功臣)에 추봉되었다.
문종(文宗) 때 양곡 100석이 하사되었으며, 공신각(功臣閣)에 도형(圖形)되었다.

## 가족 관계[4]
- 부인 : 은률군[5]군(殷栗郡君) 홍씨(洪氏)
  - 아들 : 양대춘(楊帶春)[6]
    - 증손자 : 양제보(楊齊寶)[7]

## 대중 문화
영상 매체에서 양규를 연기한 배우는 다음과 같다.
- 홍일권: 텔레비전 드라마 《천추태후》(KBS, 2009년~2009년)
- 지승현: 텔레비전 드라마 《고려거란전쟁》(KBS, 2023년~2024년)